# Zaplethocornia exstinctor
Zaplethocornia exstinctor är en stekelart som beskrevs av Aubert 1985. Zaplethocornia exstinctor ingår i släktet Zaplethocornia och familjen brokparasitsteklar. Inga underarter finns listade i Catalogue of Life.